# Gordon Wren
Gordon L. „Gordy“ Wren (* 5. Januar 1919 in Steamboat Springs, Colorado; † 25. November 1999 ebenda) war ein US-amerikanischer Skispringer, Skilangläufer, Nordischer Kombinierer und Alpiner Skirennläufer. Er qualifizierte sich für die Olympischen Winterspiele 1948 in den Nordischen und Alpinen Disziplinen und erzielte den fünften Platz im Spezialsprunglauf. 1950 war er der erste Amerikaner, der die 300-Fuß-Marke übersprang.

## Werdegang
Gordon Wren ist der einzige Sportler aus den USA, der sich für vier verschiedene Disziplinen bei Olympischen Spielen qualifizieren konnte. Bei den Olympischen Winterspielen 1948 in St. Moritz war er neben dem Spezialsprunglauf auch für den Langlauf, die Nordische Kombination, und die alpinen Wettbewerbe qualifiziert. Seine Teilnahme an der Abfahrt und am Slalom zog er jedoch vor dem Wettkampf zurück, um sich vollständig auf die nordischen Skiwettbewerbe zu konzentrieren. Im Spezialsprunglauf erreichte er auf der Normalschanze den fünften Platz. In der Nordischen Kombination konnte er keinen der vorderen Plätze erreichen, schaffte aber mit 68,5 Meter im zweiten Durchgang den zweiten Platz im Kombinationsspringen und die größte Weite des Wettbewerbs.
1950 wurde Wren in Steamboat Springs US-amerikanischer Meister in der Nordischen Kombination. Im selben Jahr erzielte er dort auf der Howelsen-Hill-Schanze mit einer Weite von 301 Fuß (91,7 Meter) den ersten Sprung eines Amerikaners über die 300-Fuß-Marke. Einen seiner größten Erfolge im alpinen Skisport hatte er bereits acht Jahre zuvor erzielt, als er 1942 den Slalom des Harriman Cups in Sun Valley gewann. Während des Zweiten Weltkrieges gehörte er vier Jahre der 10th Mountain Division der U.S. Army an.
Ab 1950 war Wren Manager mehrerer Skigebiete, zunächst in Steamboat Springs, später in Loveland und Jackson Hole. In Reno leitete er eines der größten Trainingsprogramme für jugendliche Skisportler, wofür er 1959 mit dem Russell Wilder Memorial Award der United States Ski Association ausgezeichnet wurde. 1958 wurde Wren in die National Ski Hall of Fame, 1972 in die Colorado Sports Hall of Fame und 1979 in die Colorado Ski Hall of Fame aufgenommen. Er starb im Alter von 80 Jahren an Krebs.